# Brancheorganisatie voor het Christelijke Boeken- en Muziekvak
De Brancheorganisatie voor het Christelijke Boeken- en muziekvak (BCB) is een brancheorganisatie voor bedrijven die zich bezighouden met het uitgeven van boeken, muziek, films en geschenkartikelen die verkrijgbaar zijn in de christelijke boekhandel. 
Er zijn meer dan 350 deelnemers in deze brancheorganisatie, bestaande uit verkooppunten (200), uitgeverijen (45) en distributeurs. De organisatie is in 2005 middels een fusie ontstaan uit de voorlopers Het Christelijk Lectuur Kontakt (CLK) en Stichting Samenwerkende Christelijke Boekhandels (SCB) die toen al respectievelijk 28 jaar en 13 jaar bestonden. De BCB organiseert onder meer promotiecampagnes zoals de Christelijke Kinderboekenmaand, de Week van het Christelijke Boek, de Week van de Christelijke Muziek en de Christelijke film 10-daagse. Ook organiseert BCB inkoopbeurzen, trainingsdagen en andere netwerkbijeenkomsten.